# Aeropuerto de Okayama
El Aeropuerto de Okayama (岡山空港; Okayama Kūkō) (IATA: OKJ, OACI: RJOB) es un aeropuerto en la Prefectura de Okayama, Japón. Se encuentra a 18 km al noroeste de Okayama y a treinta minutos en bus de la Estación de Okayama. (34°39′58″N 133°55′04″E / 34.6661212, 133.9177335)

## Historia
El aeropuerto se inauguró en marzo de 1988 como reemplazo del antiguo aeropuerto de Okayama ubicado en el paseo marítimo de Minami-ku, Okayama . Su pista, originalmente de 2.000 m de longitud, se amplió a 2.500 m en 1993 y a 3.000 m en 2001.

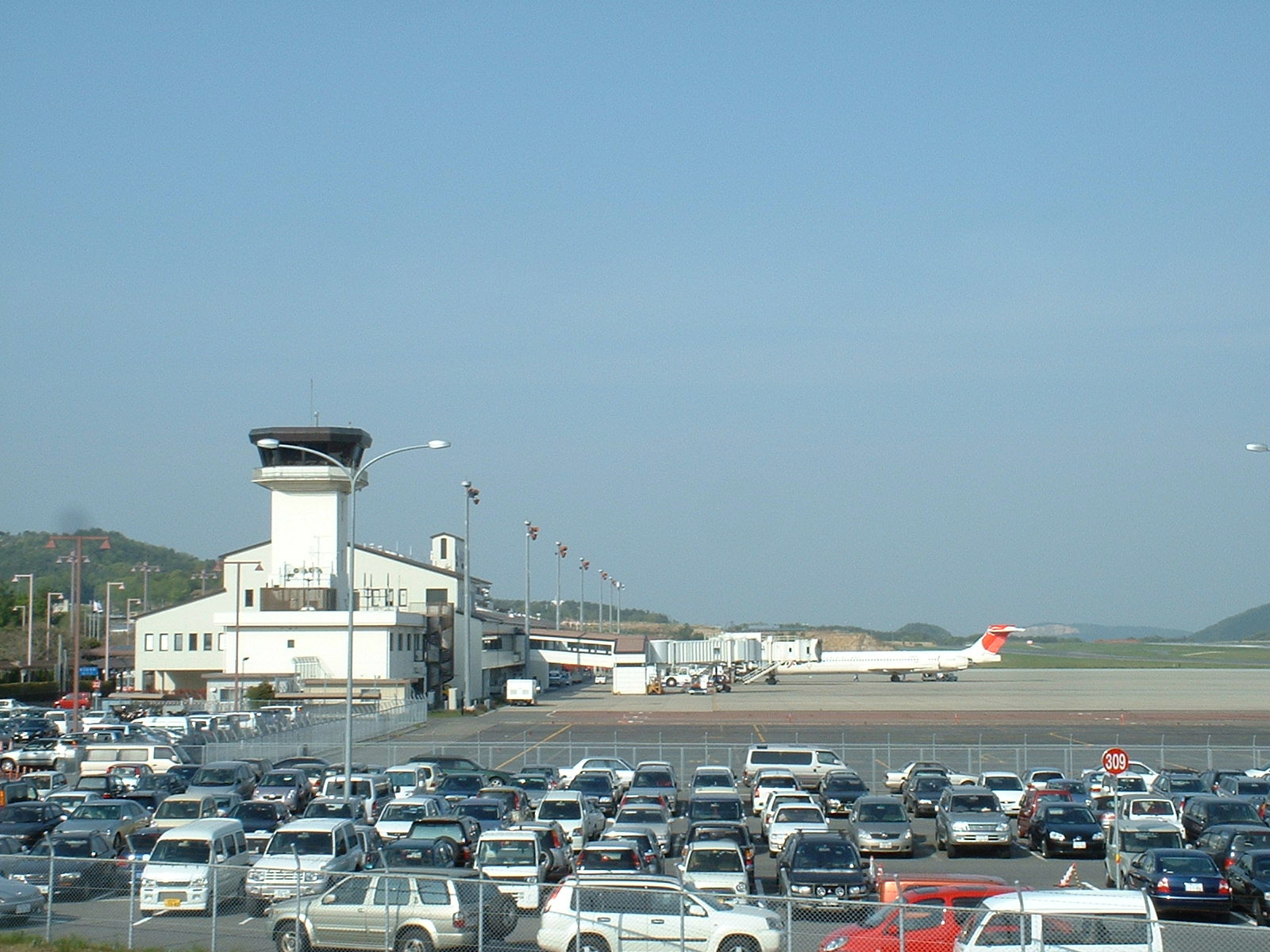
Una vista de la terminal del Aeropuerto de Okayama y la torre de control desde el aparcamiento.

## Aerolíneas y destinos

### Internacionales
- Korean Air (Seúl-Incheon)
- China Eastern Airlines (Pekín-Capital, Dalian, Shanghái-Pudong)
- Continental Airlines operado por Continental Micronesia (Guam)

### Domésticas
- All Nippon Airways (Tokio-Haneda, Sapporo-Chitose)
- Japan Airlines (Tokio-Haneda)
- Japan Air Commuter (Kagoshima)
- Japan Transocean Air (Okinawa)